# Paapstil

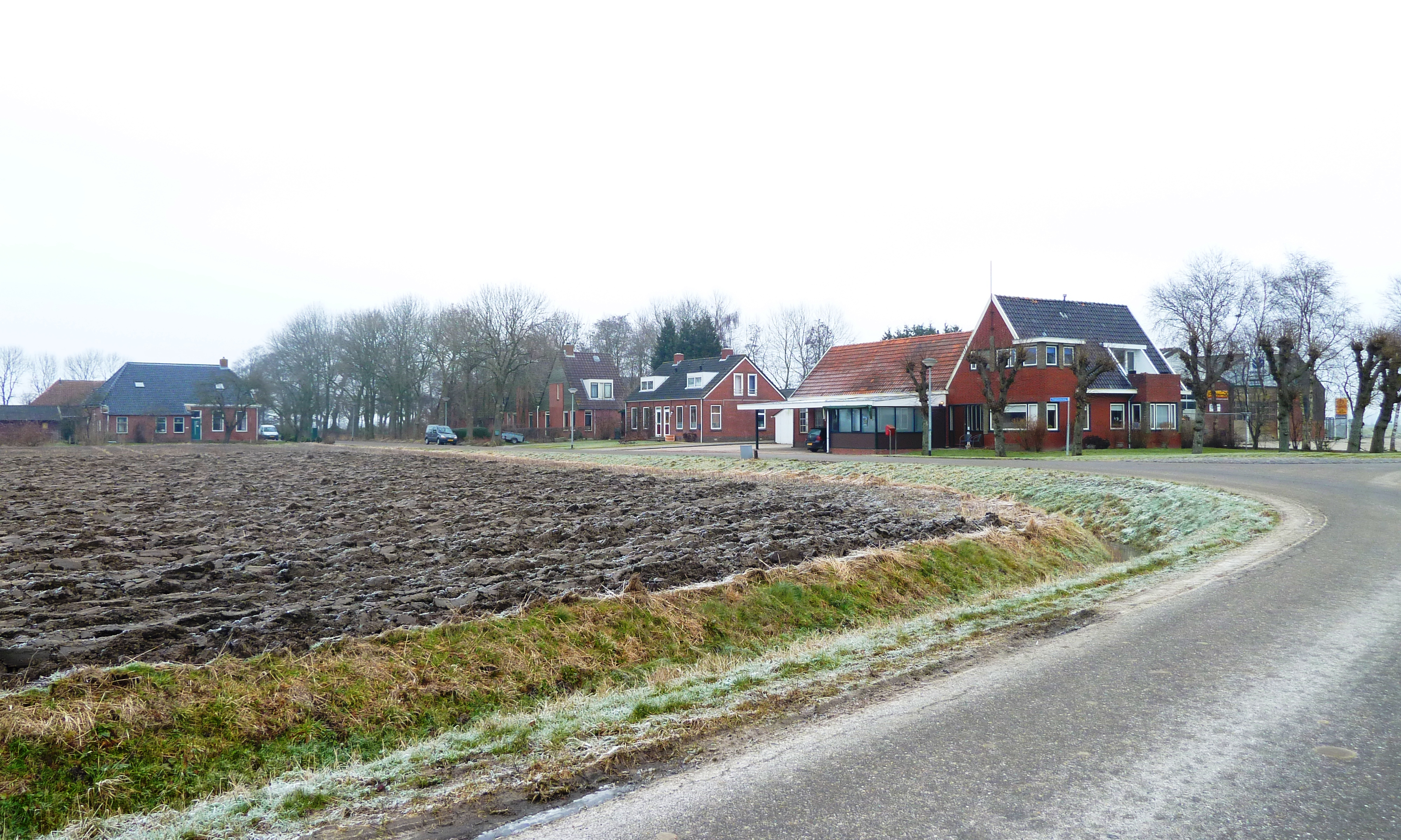

Paapstil est un hameau qui fait partie de la commune de Het Hogeland dans la province néerlandaise de Groningue.